# Pointe à Bigué
La pointe à Bigué est un cap de France situé à Saint-Pierre-et-Miquelon.

## Géographie
La pointe à Bigué se situe dans l'est de Langlade. Il forme l'extrémité orientale de Langlade et de Miquelon, juste quelques dizaines de mètres à l'est de la pointe à Man située à l'autre bout de l'île au nord, sur Grande Miquelon.
Ses côtes rocheuses se trouvent en contrebas du plateau formant le centre de Langlade situé à l'ouest et s'élevant au-dessus de 100 mètres d'altitude.

Vue aérienne de Langlade depuis le sud-ouest avec la pointe à Bigué à droite.